# Дзвінкий губно-м'якопіднебінний апроксимант
Дзвінкий губно-м'якопіднебінний (лабіо-велярний) апроксимант — тип приголосного звука, що існує в деяких природних мовах. Символ Міжнародного фонетичного алфавіту для цього звука — w, а відповідний символ X-SAMPA — w. Цей приголосний є напівголосним відповідником голосного [u].
В українській мові цей звук передається літерою в (наприкінці слова і перед приголосними). У правописі «Русалки Дністрової» для його позначення використовували ў.

## Властивості
Властивості дзвінкого губно-м'якопіднебінного апроксиманта:
- Тип фонації — дзвінка, тобто голосові зв'язки вібрують від час вимови.
- Спосіб творення — апроксимант, тобто один артикулятор наближається до іншого, утворюючи щілину, але недостатньо вузьку для спричинення турбулентності.
- Місце творення — огубленне м'якопіднебінне, тобто задня спинка язика підіймається до м'якого піднебіння, а губи заокруглюються. У деяких мовах, звуки яких зазвичай транскрибуються символом [w] губи просто зближаються одна до одної, або принаймні не округлюються.
- Це ротовий приголосний, тобто повітря виходить крізь рот.
- Це центральний приголосний, тобто повітря проходить над центральною частиною язика, а не по боках.
- Механізм передачі повітря — егресивний легеневий, тобто під час артикуляції повітря виштовхується крізь голосовий тракт з легенів, а не з гортані, чи з рота.

## Приклади
| Мова       | Мова       | Слово | МФА      | Значення  | Примітки                 |
| ---------- | ---------- | ----- | -------- | --------- | ------------------------ |
| Абхазька   | Абхазька   | ауаҩы | [awaˈɥə] | 'людина'  | Див. Абхазька фонетика   |
| Англійська | Англійська | weep  | [wiːp]   | 'плакати' | Див. Англійська фонетика |
| Білоруська | Білоруська | воўк  | [vɔwk]   | 'вовк'    | Див. Білоруська фонетика |
| Есперанто  | Есперанто  | aŭto  | ['awto]  | 'автівка' | Див. Фонетика есперанто  |
| Українська | Українська | любов | [lʲubɔw] | 'любов'   | Див. Українська фонетика |
| Французька | Французька | oui   | [wi]     | 'так'     | Див. Французька фонетика |